# Santa María de la Alameda
Santa María de la Alameda es un municipio de España perteneciente a la Comunidad de Madrid, situado en la zona noroeste de la región, a los pies de la vertiente meridional de la sierra de Guadarrama. Su término forma parte del Territorio Histórico "El Escorial: Monasterio, Sitio y Entorno Natural y Cultural", declarado Bien de Interés Cultural por la Comunidad de Madrid, mediante decreto 52/2006. También está incluido dentro del Paraje Pintoresco del Pinar de Abantos y Zona de La Herrería, espacio natural protegido constituido en 1961. A Santa María de la Alameda pertenece la Dehesa de la Cepeda, el único enclave perteneciente a la Comunidad de Madrid, que se encuentra entre las provincias de Segovia y Ávila. Cuenta con una población de 1517 habitantes (INE 2024)

## Símbolos
El escudo heráldico que representa al municipio fue aprobado el 10 de abril de 1987. Su blasón es el siguiente:

Partido. 1º, en campo de plata, un álamo arrancado, de sinople, surmontado de una flor de lis, de azur; 2º, en campo de gules, un acueducto de dos órdenes, de plata, mazonado de sable sobre diez peñascos de plata. Al timbre, Corona Real cerrada.
Boletín Oficial del Estado nº 122 de 22 de mayo de 1987

La descripción textual de la bandera, aprobada el 10 de agosto de 1989, es la siguiente:

Bandera de proporciones 2:3 paño blanco con el escudo municipal en el centro.
Boletín Oficial de la Comunidad de Madrid nº 201 de 24 de agosto de 1989

## Geografía
El municipio se encuentra en la zona oeste de la Comunidad de Madrid, en la frontera con las provincias de Segovia y Ávila, pertenecientes a la comunidad autónoma de Castilla y León. El núcleo capital del municipio está situado a una altitud de 1409 m sobre el nivel del mar.
| Noroeste: Las Navas del Marqués (Ávila) y El Espinar (Segovia) | Norte: Peguerinos (Ávila) y El Espinar (Segovia) | Noreste: Peguerinos (Ávila)      |
| Oeste: Las Navas del Marqués (Ávila)                           |                                                  | Este: San Lorenzo de El Escorial |
| Suroeste: Valdemaqueda                                         | Sur: Robledo de Chavela                          | Sureste: Zarzalejo               |

## Historia

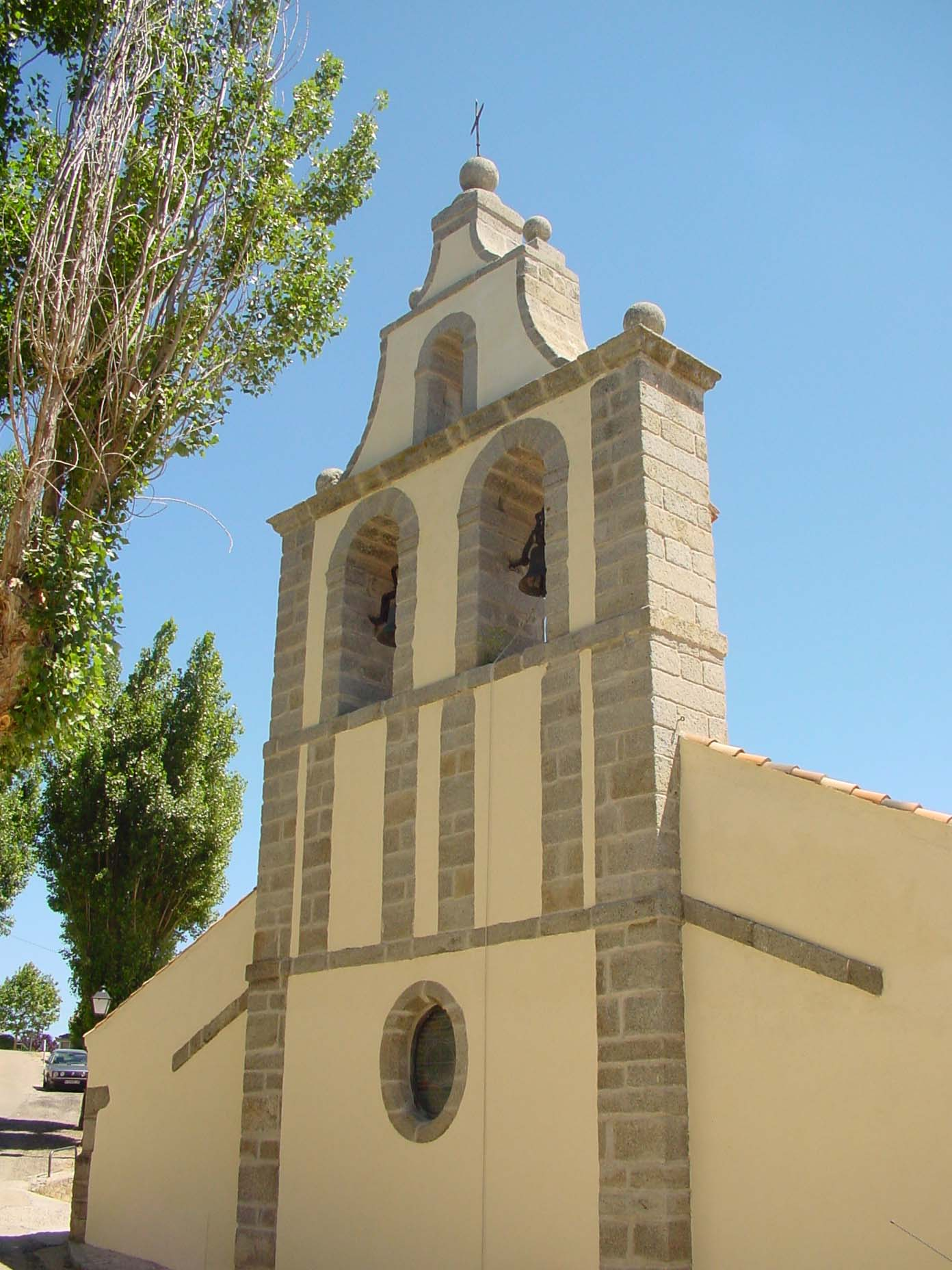
Iglesia parroquial de Santa María de la Alameda

Santa María de la Alameda nace muy probablemente como un conjunto de aldeas ganaderas a la vera de la Cañada Real Leonesa Oriental, siendo el actual puerto de la Cruz Verde un sitio de descanso para los pastores trashumantes.
Es probable que durante el siglo XV el actual municipio formara parte del señorío de Vela, dueños de las tierras de Robledo de Chavela. Gran número de vecinos podrían haber estado implicados en la guerra de las Comunidades de Castilla, si bien el dato de 60 condenados tras el fin de la sublevación que mencionan algunas fuentes parece exagerado, pues el censo de 1528 da un total de 92 habitantes. Posteriormente se establecería uno de los campamentos de canteros para levantar el monasterio de San Lorenzo de El Escorial.
En 1769 Santa María de la Alameda dejó de depender al Sexmo de Casarrubios con cabecera en Robledo de Chavela para pasar al Corregimiento de Segovia y a la vicaría de Toledo.
Con la división en provincias de 1833, pasó a depender administrativamente de la Provincia de Madrid.
Hacia mediados del siglo XIX, el lugar tenía contabilizada una población de 560 habitantes. La localidad aparece descrita en el primer volumen del Diccionario geográfico-estadístico-histórico de España y sus posesiones de Ultramar de Pascual Madoz de la siguiente manera:

ALAMEDA (Sta. Maria de la): v. con ayunt. de la prov., adm. de rent., aud. terr. y c. g. de Madrid (9 leg.), part. jud. de S. Martin de Valdeiglesias (7), dióc. de Toledo (18): sit. en lo encumbrado de la cord. que divide las dos Castillas entre los r. Aceña y Valtravieso, libre á la influencia de todos los vientos, con clima frio y propenso á calenluras catarrales, reumas, pleuresias, hidropesias y algunos tabardillos; Forman la pobl., la v. propiamente dicha y 6 barrios denominados de Cereda, Robleondo, La Oya de Paradilla, las Herrerías y Navalespino, dist. de aquella como 3/4 leg. poco mas o menos, escepto el uno que está mucho mas próximo: entre todos cuentan 155 casas fabricadas de piedra seca y barro, pequeñas, bajas y muy frias. Hay una escuela de primeras letras dotada por los fondos del comun, poco concurrida, con especialidad en el invierno por los malos temporales; una igl. parr. bajo la advocacion de Sta. María; el curato es perpetuo y lo provee el diocesano en concurso general. Fuera del cas. se encuentran fuentes de aguas muy delicadas y cristalinas para el surtido de los vec, y en la cima de uno de los muchos cerros que rodean la pobl., una ermita titulada de la Veracruz. Confina el térm. por el N. con el de Peguerinos á 1/8 leg., E. y S. con el del Escorial á 1 leg., y O. á igual dist. con el de las Navas del Marqués. Dentro de él están los desp. de Alaminejo y el de las Herrerias de Arriba, los cuales quedaron abandonados hará cosa de 12 años sin que se sepa la causa porqué sus vec. se pasaron á vivir al barrio denominado Herrerías de Abajo; en el día el 1.º tiene mas pajares que casas antes, y en el 2.º se encuentran 3 ó 4 de estos. El terreno es en general áspero, montuoso, arenoso y ligero; sin embargo la laboriosidad do los hab. auxiliada del abundante riego que proporcionan los dos r. arriba mencionados, le hacen bastante productivo. Los cerros inmediatos á la pobl. son riscos y piedras, pero crian sin embargo muchas y muy finas yerbas de pasto. A dist. de 1 leg. se encuentra un estenso bosque poblado de pinos útiles para la construccion de edificios y aun de mayores obras. Prod. trigo, cebada, lino, garbanzos y otras legumbres, hortalizas, nabos, algarrobas: se mantiene ganado lanar, cabrio y vacuno: abundan tambien los zorros y lobos que á las veces causan notable estrago en los ganados. Pobl. 155 vec.: 560 alm.: cap. prod. 1.561,509 rs.: imp. 66,686. Contr. segun el cálculo general de la prov. 11 por 100.
(Madoz, 1845, p. 185)

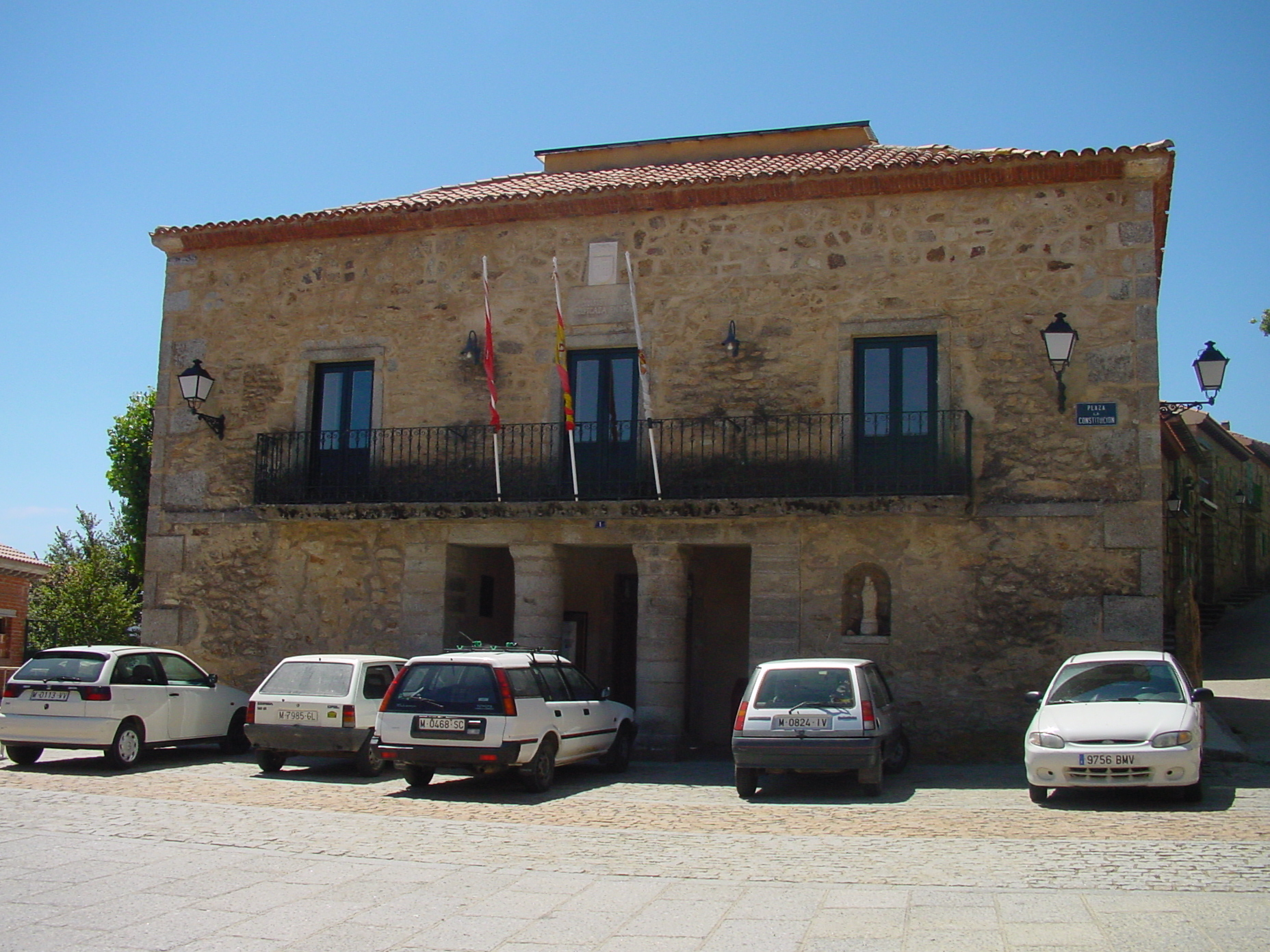
Ayuntamiento de Santa María de la Alameda

Hasta la llegada del ferrocarril, en 1863 —cuyo puente salva el río Cofio a través de un extraordinario paraje— la falta de comunicaciones fue un problema permanente. Ahora, en el entorno de la estación ha surgido el núcleo principal del pueblo y varias urbanizaciones.
El núcleo original de Santa María de la Alameda se encuentra a seis kilómetros al norte del Barrio de La Estación, y a 350 metros de altitud por encima de él. Además, posee las entidades de La Paradilla, Las Herreras, Navalespino, La Hoya, Robledondo y El Pimpollar.

## Demografía
Cuenta con una población de 1517 habitantes (INE 2024).
| Gráfica de evolución demográfica de Santa María de la Alameda entre 1842 y 2021                                       |
| |
| Población de derecho según los censos de población del INE. Población de hecho según los censos de población del INE. |

## Transporte
Santa María de la Alameda cuenta con dos líneas de autobús, pero ninguna de ellas comunica con Madrid capital. También tiene una estación de ferrocarril en el núcleo conocido como La Estación.

### Autobús
Tiene dos líneas operadas por ALSA y son las siguientes:
| Línea | Recorrido                                                      |
| ----- | -------------------------------------------------------------- |
| 665   | San Lorenzo de El Escorial - Peguerinos                        |
| 666   | San Lorenzo de El Escorial – Zarzalejo - Las Navas del Marqués |

### Ferrocarril
La estación tiene servicios de Media Distancia, Regional y Cercanías. Los servicios son:
Media Distancia: Línea 51: Madrid-Chamartín-Vitoria/Irún
Regional: Línea 51: Madrid-Chamartín-Ávila
Cercanías: Desde el 5 de noviembre de 2018, esta estación, la de Robledo de Chavela y la de Zarzalejo pasan a formar parte de la red de Cercanías Madrid con 3 servicios diarios con la línea C-8a:Atocha-Sol-Chamartín-El Escorial-Santa María de la Alameda.

## Patrimonio
- Casco urbano
- Iglesia parroquial
- Casa consistorial
- Pilón
- Rectoría
- Estación de Santa María de la Alameda-Peguerinos
- Puente sobre el río Cofio.
- Mirador al sur de Las Eras de Navalespino.
- Fortines y trincheras